# Rejon podilski (Kijów)
Rejon podilski (ukr. Подільський район) – jeden z prawobrzeżnych rejonów Kijowa, znajduje się w północno-zachodniej części miasta.
Utworzony w 1921, posiada powierzchnię około 34 km², i liczy ponad 180 tysięcy mieszkańców.